# Anthony Zinno
Anthony „Ant“ Zinno (* 13. August 1981 in Cranston, Rhode Island) ist ein professioneller US-amerikanischer Pokerspieler.
Zinno hat sich mit Poker bei Live-Turnieren knapp 11,5 Millionen US-Dollar erspielt und stand im Juli 2015 für 2 Wochen an der Spitze der Pokerweltrangliste. Er ist vierfacher Braceletgewinner der World Series of Poker und dreifacher Titelträger der World Poker Tour, bei der er 2014/15 als Spieler des Jahres ausgezeichnet wurde.

## Persönliches
Zinno machte einen Abschluss an der Cranston High School West und studierte Chemieingenieurwesen am Polytechnic Institute in Worcester. Später interessierte er sich für Patentrecht und machte an der Suffolk University in Boston einen Abschluss in Rechtswissenschaften. Er lebt in Boston.

## Pokerkarriere

### Werdegang
Während seines Studiums entdeckte Zinno seine Leidenschaft zum Poker. Seine erste Geldplatzierung bei einem Live-Turnier erzielte er Ende März 2007 in Mashantucket. Im Juli 2008 war der Amerikaner erstmals bei der World Series of Poker (WSOP) im Rio All-Suite Hotel and Casino am Las Vegas Strip erfolgreich und belegte den 205. Platz im Main Event. Seinen ersten großen Erfolg verzeichnete Zinno im September 2013, als er das Main Event der World Poker Tour (WPT) in Atlantic City gewann und sich mehr als 800.000 US-Dollar Preisgeld erspielte. Mitte Februar 2015 siegte er auch beim Main Event des Fallsview Poker Classic der WPT im kanadischen Niagara Falls und erhielt umgerechnet rund 300.000 US-Dollar. Seinen dritten WPT-Titel gewann er nur zwei Wochen später beim L.A Poker Classic in Los Angeles und zusätzlich erstmals mehr als eine Million US-Dollar Preisgeld. Für diese Leistungen wurde er mit dem Player of the Year Award der World Poker Tour sowie am Jahresende 2015 mit dem Card Player Player of the Year Award ausgezeichnet. Bei der WSOP 2015 platzierte sich der Amerikaner insgesamt fünfmal im Geld. Dabei wurde er beim High Roller for One Drop Siebter für rund 565.000 US-Dollar und sicherte sich anschließend mit dem Gewinn des Pot-Limit Omaha High Roller ein Bracelet sowie mehr als 1,1 Millionen US-Dollar. Von April bis November 2016 spielte Zinno als Teil der Las Vegas Moneymakers in der Global Poker League, verpasste mit seinem Team jedoch die Playoffs. Mitte Juli 2018 gewann er die DeepStack Championship im Venetian Resort Hotel am Las Vegas Strip mit einer Siegprämie von mehr als 465.000 US-Dollar. Bei der WSOP 2019 setzte sich der Amerikaner bei einem Turnier in Pot-Limit Omaha Hi/Lo 8 or Better durch und sicherte sich sein zweites Bracelet sowie den Hauptpreis von rund 280.000 US-Dollar. Ende Oktober 2019 erreichte er beim Main Event der World Series of Poker Europe im King’s Resort in Rozvadov den Finaltisch und belegte den mit rund 485.000 Euro dotierten dritten Platz. Bei der WSOP 2021 entschied Zinno die Seven Card Stud Championship für sich und erhielt eine Siegprämie von über 180.000 US-Dollar sowie sein drittes Bracelet. Vier Tage später gewann er bei derselben Turnierserie ein Event in der gemischten Variante H.O.R.S.E. und sicherte sich ein weiteres Bracelet sowie den Hauptpreis von rund 160.000 US-Dollar.

### Preisgeldübersicht
| Jahr   | Preisgeld (in $) | Turniersiege |
| ------ | ---------------- | ------------ |
| 2007   | 774              | 0            |
| 2008   | 41.675           | 0            |
| 2009   | 56.370           | 0            |
| 2010   | 56.700           | 0            |
| 2011   | 87.612           | 0            |
| 2012   | 34.219           | 0            |
| 2013   | 1.089.470        | 1            |
| 2014   | 183.438          | 0            |
| 2015   | 3.778.904        | 6            |
| 2016   | 1.060.891        | 0            |
| 2017   | 447.317          | 0            |
| 2018   | 1.387.321        | 1            |
| 2019   | 1.768.133        | 1            |
| 2020   | 151.090          | 0            |
| 2021   | 643.368          | 4            |
| 2022   | 164.681          | 0            |
| 2023   | 507.232          | 0            |
| 2024   | 0                | 0            |
| gesamt | 11.459.195       | 13           |

### Braceletübersicht
Zinno kam bei der WSOP 123-mal ins Geld und gewann vier Bracelets:
| Jahr | Buy-in (in $) | Turnier                           | Teilnehmer | Preisgeld (in $) |
| ---- | ------------- | --------------------------------- | ---------- | ---------------- |
| 2015 | 25.000        | High Roller Pot-Limit Omaha       | 0175       | 1.122.196        |
| 2019 | 01.500        | Pot-Limit Omaha Hi/Lo 8 or Better | 1117       | 0.279.920        |
| 2021 | 10.000        | Seven Card Stud Championship      | 0062       | 0.182.872        |
| 2021 | 01.500        | H.O.R.S.E.                        | 0594       | 0.160.636        |